# Ivan Murray i Mas
Ivan Murray i Mas   (Sóller, 1970) és un doctor en geografia i expert en sostenibilitat ambiental balear. Atès que la seva recerca se centra principalment en les lògiques espacials del «capitalisme turístic», és una veu crítica reconeguda a l'hora d'analitzar els fenòmens de la balearització i la turistificació i els conflictes associats: monocultiu econòmic, gentrificació, financerització per a l'extracció de plusvàlues, dinàmiques d'evasió i elusió fiscal, especulació immobiliària i urbanística, problemes d'accés a l'habitatge, gradual precarització laboral i desigualtat social, escassetat de combustibles fòssils i escalfament global, entra d'altres.